# Попов, Василий Павлович (партийный деятель)
Василий Павлович Попов — советский хозяйственный, государственный и политический деятель.

## Биография
Родился в 1930 году в селе Самодуровка. Член КПСС.
С 1947 года — на хозяйственной, общественной и политической работе. В 1947—2009 гг. — колхозник, техник, секретарь комитета ВЛКСМ локомотивного депо Рыбное Московско-Рязанской железной дороги, инженер по труду, контрольный нормировщик локомотивного депо станции Рязань-1, старший инженер Рязанского отделения Московской железной дороги, освобожденный секретарь партбюро локомотивного депо Рязань-1, инструктор отдела партийных органов Рязанского промышленного обкома КПСС, второй секретарь Советского, первый секретарь Октябрьского районного комитета КПСС, второй, первый секретарь Рязанского горкома КПСС, второй секретарь Рязанского обкома КПСС, директор общества с ограниченной ответственностью «Проектно-изыскательский центр по проектированию автомобильных дорог, мостов, газоснабжения Рязанской области».
Избирался депутатом Верховного Совета РСФСР 10-го и 11-го созывов.
Почетный гражданин Рязанской области.